# Акрон (Пенсільванія)
Акрон (англ. Akron) — місто (англ. borough) в США, в окрузі Ланкастер штату Пенсільванія. Населення — 4152 особи (2020).

## Географія
Акрон розташований за координатами 40°9′28″ пн. ш. 76°12′12″ зх. д. / 40.15778° пн. ш. 76.20333° зх. д. (40.157809, -76.203373).  За даними Бюро перепису населення США в 2010 році місто мало площу 3,18 км², з яких 3,16 км² — суходіл та 0,02 км² — водойми.

## Демографія
Згідно з переписом 2010 року, у селищі мешкало 3876 осіб у 1636 домогосподарствах у складі 1111 родини. Густота населення становила 1219 осіб/км².  Було 1689 помешкань (531/км²).
Расовий склад населення:
| - 94,7 % — білих - 1,5 % — азіатів - 1,2 % — чорних або афроамериканців - 0,2 % — корінних американців - 1,2 % — осіб інших рас |

До двох чи більше рас належало 1,1 %. Частка іспаномовних становила 3,9 % від усіх жителів.
За віковим діапазоном населення розподілялося таким чином: 22,0 % — особи молодші 18 років, 60,0 % — особи у віці 18—64 років, 18,0 % — особи у віці 65 років та старші. Медіана віку мешканця становила 42,4 року. На 100 осіб жіночої статі у селищі припадало 91,9 чоловіків;  на 100 жінок у віці від 18 років та старших — 88,8 чоловіків також старших 18 років.
Середній дохід на одне домашнє господарство  становив 65 748 доларів США (медіана — 54 799), а середній дохід на одну сім'ю — 70 320 доларів (медіана — 62 736). Медіана доходів становила 46 108 доларів для чоловіків та 30 344 долари для жінок. За межею бідності перебувало 6,5 % осіб, у тому числі 9,1 % дітей у віці до 18 років та 4,2 % осіб у віці 65 років та старших.
Цивільне працевлаштоване населення становило 2088 осіб. Основні галузі зайнятості: освіта, охорона здоров'я та соціальна допомога — 20,6 %, роздрібна торгівля — 16,7 %, виробництво — 16,5 %.